# پیمان فروزش
پیمان فروزش سیاستمدار و اقتصاد دان،نماینده زاهدان در دوره های هفتم و هشتم ونایب رییس کمیسیون اقتصادی در دوره هشتم مجلس شورای اسلامی ایران بوده است.وعضو موظف هیات مدیره سازمان منطقه ازاد چابهار در دولت یازدهم
وی از نمایندگان ادوار محبوب زاهدان می باشد که در انتخابات های ریاست جمهوری،مجلس شورای اسلامی،خبرگان رهبری و شوراهای اسلامی در حوزه طوایف، اقوام و مذاهب در مشارکت مردمی برای اجماع سازی تاثیر گزار بوده است در انتخابات ۱۳۹۶ به عنوان رئیس ستاد مرکزی دکتر روحانی نقش موثری در سیستان و بلوچستان داشتندخبر آن لاین بایگانی‌شده  در ۲۳ ژوئیه ۲۰۱۰ توسط Wayback Machine</ref>